# Emden Challenger 1993
L'Emden Challenger 1993 è stato un torneo di tennis facente parte della categoria ATP Challenger Series nell'ambito dell'ATP Challenger Series 1993. Il torneo si è giocato a Emden in Germania dal 15 al 21 febbraio 1993 su campi in sintetico indoor.

## Vincitori

### Singolare
Tomas Nydahl ha battuto in finale  David Engel con il punteggio di 7–6, 4–6, 6–3

### Doppio
Martin Laurendeau /  Michael Mortensen hanno battuto in finale  Vladimir Gabričidze /  Dmitrij Poljakov con il punteggio di 3–6, 6–4, 6–2